# El Saucillo, San Felipe
El Saucillo är en ort i Mexiko.   Den ligger i kommunen San Felipe och delstaten Guanajuato, i den centrala delen av landet, 300 km nordväst om huvudstaden Mexico City. El Saucillo ligger 2 187 meter över havet och antalet invånare är 299.
Terrängen runt El Saucillo är kuperad åt nordväst, men åt sydost är den platt. Runt El Saucillo är det ganska glesbefolkat, med 31 invånare per kvadratkilometer. Närmaste större samhälle är San Felipe, 9,7 km nordost om El Saucillo. Trakten runt El Saucillo består i huvudsak av gräsmarker.